# 卡拉恰伊-巴尔卡尔语文学
卡拉恰伊-巴尔卡尔语文学（Карача́ево-балка́рская литерату́ра）—— 用卡拉恰伊-巴尔卡尔语书写的文学作品的总称。诞生于19世纪下半叶至20世纪初，早于统一的卡拉恰伊-巴尔卡尔文字出现。它包含了巴尔卡尔人和卡拉恰伊人各自独立的文学传统。

## 历史

### 巴尔卡尔族文学
基于突厥、波斯和阿拉伯诗歌，巴尔卡尔诗歌传统的奠基人卡兹姆·梅奇耶夫（Кязим Мечиев）用阿拉伯字母写作他的作品。
19世纪，一批启蒙者为巴尔卡尔文学的形成做出了显著贡献，其中包括：
- 乌鲁斯比耶夫兄弟（С.-А. и Н. Урусбиевы）—— 巴尔卡尔民间文学的首批出版者，
- Б. А. 沙哈诺夫（Б. А. Шаханов）—— 政论家和散文家，
- С. Б. 恰布达罗夫（С. Б. Чабдаров）（1851 — 1927）—— 宗教文献的作者

20世纪初，出现了第一代专业的巴尔卡尔作家：А. К. 布达耶夫、Х. К. 捷莫耶夫、С. О. 沙赫穆尔扎耶夫（С. О. Шахмурзаев）、С. Ш. 霍丘耶夫等。当时文学的特点是诉诸诗歌体裁，并将民间文学手法与英雄主义革命主题相结合。但到了1930年代，形成了反映山地居民精神体验的抒情传统（К. С. 奥塔罗夫、К. Ш. 库利耶夫）。散文体作品（短篇小说、中篇小说、随笔）的形成则体现在Б. И. 古尔图耶夫、Х. Х. 卡齐耶夫、Х. К. 捷莫耶夫、А. М. 乌利巴舍夫、С. Ш. 霍丘耶夫的创作中。第一批巴尔卡尔语的戏剧作品出现在40年代初（例如Р. К. 格利亚耶夫1940年创作的戏剧《血淋淋的聘礼》）。И. Б. 让图耶夫、О. М. 埃捷佐夫也创作了戏剧体裁的作品。在苏德战争期间，占主导地位的体裁是爱国主义抒情诗（卡兹姆·梅奇耶夫的《我们必胜！》，1941年）。
由于巴尔卡尔人民的强制迁移（1944 — 57年），巴尔卡尔文学的发展中断，但诗歌和民间文学传统得以保存。Т. М. 祖马库洛娃、К. Ш. 库利耶夫、К. С. 奥塔罗夫的诗歌中充满了失去家园的主题和怀旧情绪。在巴尔卡尔人恢复名誉并返回家园后，巴尔卡尔文学经历了高涨：卡伊辛·库利耶夫（Кайсын Кулиев）获得了全苏联乃至世界的认可。
在20世纪下半叶，出现了新一代诗人：И. Х. 巴巴耶夫、А. Л. 拜祖拉耶夫、С. С. 古尔图耶夫、М. Х. 莫卡耶夫、А. С. 索扎耶夫；散文作家：Б. Л. 古利亚耶夫、Э. Б. 古尔图耶夫、А. М. 捷佩耶夫、Ж. З. 托库马耶夫、З. Х. 托尔古罗夫；剧作家：И. Ш. 马梅耶夫、И. Ж. 博塔舍夫。形成了民族文学研究（Т. Ш. 比特蒂罗娃、Р. К. 奥塔罗娃、З.Х. 托尔古罗夫、А. М. 捷佩耶夫、Ф. А. 乌鲁斯比耶娃）。

### 卡拉恰伊文学
卡拉恰伊文学的第一部原创作品是克·拜拉穆科夫的《哈萨乌卡之歌》（1828年），150多年来在民众记忆中一直被视为民间口头创作。
20世纪初的卡拉恰伊启蒙者：
- 伊·雅·阿克巴耶夫 — 卡拉恰伊-巴尔卡尔文的创造者之一；
- 伊·帕·克里姆沙姆哈洛夫（笔名伊斯拉姆·捷别尔季奇），
- 赫·哈利洛夫、伊·胡比耶夫（即伊斯拉姆·卡拉恰伊利）等。

卡拉恰伊文学的奠基人——诗人伊·乌·谢苗诺夫在20世纪初使用阿拉伯字母进行创作，克亚齐姆·梅奇耶夫也是如此。出现了第一批专业的卡拉恰伊作家：伊·扎·卡拉克托夫（诗人）、伊·阿-克·胡比耶夫（双语散文家和政论家）、乌·贾·阿利耶夫（俄语诗人和政论家）。在1920-30年代的诗人中，伊·扎·卡拉克托夫、阿·勒·乌尔特诺夫、德·普·拜库洛夫、奥·阿·胡比耶夫都有一定影响。政论和新闻业对当时卡拉恰伊文学的形成产生了强烈影响。散文家哈·阿·阿帕耶夫的历史小说《黑箱子》（1935-36年）奠定了基于民间口头创作进行叙事的传统。
在戏剧创作中，融合了民间仪式表演的表演形式和专业戏剧的传统。重要剧作家有：阿-克·巴特恰耶夫、格·格别诺夫、阿·科尔克马佐夫、沙·克·埃布泽耶夫等等。
卡拉恰伊人强制流放（1944至1957年）中断了卡拉恰伊文学的发展，但与此同时，民间口头创作和歌谣体裁得以保存。流放结束后，短篇幽默故事体裁“哈巴拉”（хабара，卡拉恰伊-巴尔卡尔语意为“新闻、趣闻轶事”）得到了迅猛发展，其最佳典范由穆·阿·胡比耶夫创作。乌·布·阿利耶夫的长诗、阿·阿·苏云切夫的诗歌以及哈·巴·拜拉穆科娃的诗歌和散文作品已成为卡拉恰伊文学的经典之作。

## 当代发展

### 巴尔卡尔族文学
在20世纪80年代末至2000年代，青年一代的巴尔卡尔族文学创作者提出要对民族历史事件进行重新审视，并审视人在不断变化的世界中的位置与作用问题。重要诗人有姆·别帕耶夫、阿·别基耶夫、姆·奥利梅佐夫等；散文家有布·奇普奇科夫等。

### 卡拉恰伊族文学
20世纪末，散文、诗歌和戏剧创作领域崭露头角的青年作家有：阿·阿克巴耶夫、弗·拜拉穆科娃、姆·巴特恰耶夫、**赫·贾乌巴耶夫、阿·库巴诺夫、斯·莱帕诺夫、阿·乌兹杰诺夫、恩·胡比耶夫等。同时也出现了兹·布·卡拉耶娃、阿·伊·卡拉耶娃等文学理论家。